# J.J.レート
J.J.レート（英: J.J. Lehto、1966年1月31日 - ）は、フィンランドの元レーシングドライバー。1988年のイギリスF3チャンピオン。ル・マン24時間レースを2度制覇している。
本名はユルキ・ユハニ・ヤルヴィレヘト（Jyrki Juhani Järvilehto）で、フィンランド発音が英語圏の人々には難しいものだったため、同郷のケケ・ロズベルグが「覚えやすいように」との理由で「JJ」を名乗るよう指示したというエピソードを持つが、この JJ は愛称でもある。

## 経歴

### カート / モトクロス
1972年、母国フィンランドで6歳のときにカートを始める。ミカ・ハッキネン、ミカ・サロらとはジュニアカート時代からのライバルだった。
1981年に2輪のモトクロスレースに出場し好成績だったことから、以後3年はモトクロスを中心に活動する。しかし、競技中の事故により膝を負傷し、モトクロスの着地における衝撃吸収が困難となったため活動継続を断念する。4輪転向を考え始めた当初はラリードライバーになることを考えていたが、ラリーデビュー直前でスポンサーが降りてしまい話が流れてしまった。

### フォーミュラ・フォード王者
1985年に4輪レースに転向。フィンランドフォーミュラ・フォード(FF)1600にデビューしチャンピオン争いを展開するが、最終戦でクラッシュし王座は逃した。1986年、EFDAヨーロッパFF1600、スカンジナビアFF1600、フィンランドFF1600の各選手権でチャンピオンを獲得。学業では大学の数学課程を修了する。
1987年、パシフィック・レーシングに所属しイギリスFF2000へとステップアップ。シーズン11勝を挙げる圧倒的な速さでチャンピオンを獲得。ヨーロッパFF2000でも6勝を挙げチャンピオンに輝く。この年には大きな転機が訪れ、イギリスに渡って3レース目・レートが圧勝したシルバーストーン・サーキットでのFF2000レースを同胞の1982年F1ワールドチャンピオン、ケケ・ロズベルグが現地で見ていた。ケケは「J.Jのことは前年から話に聞いていたが、初めて実際に見てとにかく凄い速さだった。光り輝く原石を見た衝撃だよ。話をしたら性格も良いし、若いフィンランド人ドライバーを育てるのは現役引退後の計画でもあったから面倒を見たいと思った」と、レース活動のプロモーション一切を任せてほしいとマネージャーに名乗り出る。こうしてレートはケケが設立者であるスポーツプロモーション企業「ユーロ・プロモーション」のクライアントとなった。以後明確にプロのレーシングドライバーを目指すことになり、同年からマールボロのサポートを受ける契約ドライバーにもなった。

### フォーミュラ3王者
1988年にイギリス・フォーミュラ3選手権にステップアップ。マールボロ・パシフィック・レーシングのレイナード・883-トヨタを駆り8勝、ポールポジション6回、ファステストラップ11回でシリーズを制圧しシリーズチャンピオンを獲得した。なお、ランキング3位にはデイモン・ヒル、以下4位マーティン・ドネリー、5位エディ・アーバインのほかローランド・ラッツェンバーガー、ジル・ド・フェランなどのちのトップカテゴリードライバーとなる若手が多く参戦していた中でのチャンピオン獲得であった。

### フォーミュラ3000
1989年にマールボロ・パシフィック・レーシングから国際F3000選手権へとステップアップ、レイナード・89D-無限・MF308の25号車をドライブする。チームメイトの24号車はエディ・アーバインとなった。これまでのフォーミュラカーキャリアでは順調に結果を出しつづけていたが、F3000参戦時は時折速さを見せるにとどまり最高位はポー市街地コースでの4位であった。しかし、師匠であるケケと、スポンサーであるマールボロのプッシュもあり、フェラーリのテストドライバーに抜擢される。フィオラノのテストコースでフェラーリ・640の熟成・開発と、新搭載されていたセミオートマチックトランスミッションの開発に携わった。
同年のポール・リカール・サーキットで行われたF1合同テストではマールボロが支援していたF1新興チーム、オニクス・ORE-1をテストする機会が訪れ、F3000でのチームメイトであるアーバインと共にテストに参加。先にフェラーリテストドライバーとしてF1マシンを経験していたレートは、初のF1ドライブだったアーバインより2秒近く速いラップタイムを記録した。9月になるとオニクスのオーナーとの関係が悪化していたレギュラーのベルトラン・ガショーが解雇され、代わってレートのオニクス入りが急遽決定しF1デビューすることとなった。

### フォーミュラ1

#### オニクス時代
1989年第13戦ポルトガルGPで、オニクスからF1に初めてエントリーしたが、このグランプリでは予備予選落ちを喫した。F1デビュー（初の決勝進出）は続くスペインGPで、このときはギアボックストラブルによりレース前半にリタイヤした。その後第15戦日本GPでは予備予選落ち、豪雨となった最終戦オーストラリアGPでは一時5位と上位を走行したが、電気系トラブルが発生しリタイヤとなり、デビューイヤーの完走はならなかった。
オニクスと引き続き契約し、開幕戦から参戦した翌1990年は、第2戦ブラジルGP終了後にオニクスがスイスの投資家グループに売却され、主要スタッフとベテランのステファン・ヨハンソンらがチームを追われ、新たにスイス人ドライバーのグレガー・フォイテク(父のカール・フォイテクが新出資者であった)が加入。レートは第3戦サンマリノGPで初完走（12位）したが、新オーナーのペーター・モンテベルディと出資者となったカール・フォイテクの意向からスイス人でありカールの息子でもあるグレガーに肩入れする体制となり、トランスミッションをまともに組めるメカニックが存在しないというレーシングチームの体を成していないチーム状態だった。後は5度の予選落ちと4度のリタイアという状況の中、第10戦ハンガリーGP後の8月15日に行われたモンツァ合同テストでは、エンジニアとメカニックの人数不足からまともに走行する事が出来ず、危険を感じるようになったレートとロズベルグは、テスト終了後モンテベルディ・オニクスに見切りをつけチームから離脱した。フォイテク家も同様の理由でチームから離脱し、資金と両ドライバーを失ったチームは最終戦までグランプリを戦うことなく消滅した。なお、レートは同年のル・マン24時間レースにリチャード・ロイド・レーシングのポルシェ・962を駆り初出場している。

#### スクーデリア・イタリア時代
1991年にマールボロ・チームであるスクーデリア・イタリアに移籍、初のフル参戦を果たした。F1マシンでのテスト経験が長いチームメイトのエマニュエル・ピロを度々上回り、この年チームに課された前半8戦の予備予選を全て通過、そのうち4回をトップで通過するなど安定して速さを見せた。第3戦サンマリノGPでは、スタート直前のスコールに翻弄されマクラーレン・ホンダ以外の上位チームが総崩れとなる展開の中、予選16位から3位まで浮上しキャリア唯一となるF1の表彰台に立った。同様に上位チームが多数リタイヤした第5戦カナダGPでも一時4位まで浮上するが、マシントラブルによりコース脇にマシンを停めた。シーズンを通じてマシンの完走能力の低さに苦しみ、16戦中11回のリタイヤを喫した。
翌1992年もスクーデリア・イタリアに残留。しかしダラーラ製のBMS192はフロントサスに採用したモノショック・ダンパーの失敗によりマシン・セッティングの再現性がなく、フェラーリV12エンジンを搭載しリヤヘビーとなったこともコーナリング性能悪化を招いた。チームメイトのピエルルイジ・マルティニと共にシーズンを通じて劣悪なコーナリング性能に苦戦を続け、決勝レースでは10位前後を走行することがほとんどだった。マルティニは6位を二度記録し2ポイントを獲得したが、レートは完走は多く果たしたが最高位7位とノーポイントに終わった。今宮純は「このチームは去年ジャッドV10でそれなりに速かったクルマが、フェラーリV12を乗せたとたん後ろが重くなって違うクルマになってしまった。チームがV12エンジンへ過度の期待を寄せ、それに両ドライバーが振り回されてしまったシーズンだった。」と総括している。

#### ザウバー時代
1993年、スポーツカー世界選手権で活躍し、メルセデスとのパイプを持つザウバーのF1初参戦ドライバーに抜擢される(メルセデスとの契約があったが、ベネトンと結んだ複数年契約を盾にザウバーでのドライブを拒否したミハエル・シューマッハの実質上の代役)。開幕前テストでは、四強の一角であるフェラーリ、ベネトンを上回るタイムを出すなど、C12の素性の良さを結果で示していた。迎えた開幕戦南アフリカGPでも予選6位を獲得し、決勝レースでも5位入賞。この結果によりF1では新参チームであったザウバーは参戦1戦目にしてポイント獲得という快挙を成し遂げる。第4戦サンマリノGPでも4位に入賞した。しかしシーズン中盤になるとC12はエンジンなど信頼性の低下がみられ、チームメイトのカール・ヴェンドリンガー共々、予選で上位を獲得するも決勝レースではリタイヤとなる戦いが続いた。ヴェンドリンガーとは予選順位は互角であったが、モナコGPで同士討ちをして以降は2人の関係悪化が報じられた。

#### ベネトン時代
1994年、ミケーレ・アルボレートとのシート争いに勝ちベネトンのセカンド・ドライバーに抜擢されたが、2月にシルバーストンテストにおいてマシン後部からフェンスに激突する大クラッシュを喫し頸椎を骨折した。腰部の骨の一部を頚部に移植する大掛かりな手術を受け、開幕直前の合同テストに復帰するが、縦方向の振動に対して首が痛むことが分かり、開幕2戦を欠場した。復帰初戦となった第3戦サンマリノGPでは、予選5位のタイムを出したものの、決勝スタート時にエンジンストールしたため後方からスロットル全開で来たロータスのペドロ・ラミーに激しく追突され0周リタイヤとなった。次戦モナコGPの予選ではチームメイトのシューマッハに4秒差をつけられるなど精彩を欠いた。第5戦スペインGPではフリー走行でトップ、予選も4位につけるなど復調の兆しを見せたが、決勝は3位走行中にエンジンブローに見舞われリタイヤ。第6戦カナダGPでは予選20位から前走者クリスチャン・フィッティパルディの失格により6位に入賞するも、結局このグランプリを最後にレートの代役として開幕2戦に出場したサードドライバーのヨス・フェルスタッペンに正規シートを奪われ、レートは休養という名目で実戦から降ろされた。
7月以降は首の回復具合の確認も兼ねて、フラビオ・ブリアトーレが買収しベネトン傘下となったリジェのテストチームに加わり、TWRによるチームのテコ入れが開始されたリジェのJS39Bをフェルスタッペンと共にテスト。ベネトンのロリー・バーンも加えた開発チームの一員としてアンダートレイと空力パーツを繰り返し性能評価した。性能を高めたJS39Bは7月末のドイツGPで2台揃って表彰台を獲得するなど、水面下で貢献した。
9月にシューマッハが出場停止処分を受けたため、第12戦イタリアGP・第13戦ポルトガルGPに再びベネトンから代走するも、それぞれ9位・リタイヤと目立った成績は残せなかった。
シーズン終盤の日本・オーストラリアの2戦はアンドレア・デ・チェザリスの後任として前年所属したザウバーから出走したが（ベネトンから許可を得てザウバーがレンタル契約をした）、それぞれリタイヤと10位であった。
最終戦終了後、ザウバーからは'95年についてオファーがあり、F3000時代まで所属しこの年F1参戦初年度を終えた古巣パシフィック・レーシングとも交渉するも、マネージメント担当のロズベルグがDTMに参戦するオペルでの戦闘力の高いオプションを持っていたため、カテゴリー転向を決意し1994年をもってF1でのキャリアを終えた。なお、'94年7月の休養中期間中にベネトン傘下となったリジェ・JS39Bのテストを担当したことでルノー・RS6 V10エンジンに乗っており知識を得ていた。これによりレートはザウバーでのイルモアV10(メルセデス)、ベネトンでのゼテックR V8、そしてルノーV10と同じ年の3メーカーのエンジンを知っており、旧知のロズベルグを通じてレートがリジェ・ルノーに乗った経験を持っていると聞いたマクラーレンのロン・デニス（翌'95年からメルセデスV10搭載が決定していた）から「イルモア(メルセデス)V10と、ルノーV10とゼテックRの違いについてレポートを書いてほしい」と依頼を受けた。これは翌年マクラーレンF1 GTRでル・マン24時間レースに出場することになるきっかけになった。

### DTM / ITC
F1を離れた1995年 - 1996年は、ロズベルグがチームを組織して参戦していたDTMやITCにオペル・カリブラを駆って参戦。特に1996年は優勝こそ無かったが地元ヘルシンキをはじめ多くのレースで着実に入賞を重ねランキング5位に入った。翌1997年にはFIA-GT選手権に活動の場を移しシュニッツァー・マクラーレンから参戦、スティーブ・ソパーとのペアで4勝を挙げシリーズ2位となる。

### CART
1998年には再びフォーミュラカーでのレースを望み、CARTワールドシリーズへの参戦を目指しパックウェスト・レーシングでのテストに参加したのち、ホーガン・レーシングと契約しレイナード・メルセデス9号車でフル参戦。ラップリーダーとして走るレースもあったが、1カー体制でメインスポンサーを持たない予算体制もありレース中のマシントラブル発生が多く、最高成績は5位に留まった。同年がフォーミュラカーでの最後の年となり、その後はスポーツカーレースに活動の場を移す。

### ル・マン24時間レース制覇
1995年・2005年にはル・マン24時間耐久レースで優勝、同時にフィンランド人として初のル・マン制覇をしている。またALMSなどでは、F1参戦時代から親交のあったステファン・ヨハンソンやジョニー・ハーバート、エマニュエル・ピロとコンビを組んで参戦した。

### ボート事故
2010年6月18日、フィンランド南部のタンミサーリにおいてボートを操縦中橋脚に衝突、自身は頭部を負傷し同乗していた友人が死亡する事故に遭う。当初は事故原因不明とされていたが、ボートは運河の制限速度である5ノット（9.3km/h）を大幅に超える約40ノット（約74km/h）で橋脚に衝突しており、病院で行われた血中アルコールテストにレートが引っ掛かったこと、さらに周囲の証言から事故にあったボートがレートの所有物であったこと、そしてレート自身が「事故の記憶がない」と話していたことから飲酒状態でボートを操縦していたのではないかという疑惑がかけられることとなり警察も捜査を開始した。本人は飲酒の事実を否定していたが、フィンランドの裁判所は数々の証拠から彼の飲酒運転を認め、2011年12月14日に懲役2年4ヶ月の判決を下した。この判決に対しレート側は控訴、11月30日にフィンランドのトゥルクで控訴裁判が行われ、ボートが橋脚に衝突した際の操縦者がレートであった確証はないとの判決が下され実刑を解かれた。

## レース戦績

### フォーミュラ

#### イギリス・フォーミュラ3選手権
| 年     | チーム                               | シャーシ       | エンジン | クラス | 1     | 2     | 3       | 4      | 5     | 6     | 7     | 8       | 9     | 10    | 11    | 12    | 13    | 14    | 15      | 16    | 17    | 18    | 順位 | ポイント |
| ------ | ------------------------------------ | -------------- | -------- | ------ | ----- | ----- | ------- | ------ | ----- | ----- | ----- | ------- | ----- | ----- | ----- | ----- | ----- | ----- | ------- | ----- | ----- | ----- | ---- | -------- |
| 1988年 | マールボロ・パシフィック・レーシング | レイナード 883 | トヨタ   | A      | THR 1 | SIL 1 | THR Ret | BRH 24 | DON 2 | SIL 1 | BRH 1 | THR Ret | SIL 1 | DON 1 | SIL 3 | SNE 3 | OUL 2 | SIL 1 | BRH Ret | SPA 1 | THR 2 | SIL 3 | 1位  | 164      |

- 太字はポールポジション、斜字はファステストラップ。(key)

#### 国際F3000選手権
| 年     | チーム                               | シャーシ        | エンジン    | 1       | 2       | 3     | 4     | 5       | 6       | 7       | 8     | 9       | 10  | 順位 | ポイント |
| ------ | ------------------------------------ | --------------- | ----------- | ------- | ------- | ----- | ----- | ------- | ------- | ------- | ----- | ------- | --- | ---- | -------- |
| 1989年 | マールボロ・パシフィック・レーシング | レイナード・89D | 無限・MF308 | SIL DSQ | VLL Ret | PAU 4 | JER 6 | PER Ret | BRH Ret | BIR Ret | SPA 5 | BUG Ret | DIJ | 14位 | 6        |

(key)

#### マカオグランプリ
| 年     | チーム                               | シャーシ/エンジン  | 予選 | レース1 | レース2 | 総合順位 |
| ------ | ------------------------------------ | ------------------ | ---- | ------- | ------- | -------- |
| 1988年 | マールボロ・パシフィック・レーシング | レイナード・トヨタ | 2位  | 4       | DNF     | NC       |

#### フォーミュラ1
| 年     | チーム                 | シャーシ         | エンジン               | タイヤ | 1       | 2       | 3       | 4       | 5       | 6       | 7       | 8       | 9       | 10      | 11      | 12      | 13       | 14      | 15       | 16      | 順位 | ポイント |
| ------ | ---------------------- | ---------------- | ---------------------- | ------ | ------- | ------- | ------- | ------- | ------- | ------- | ------- | ------- | ------- | ------- | ------- | ------- | -------- | ------- | -------- | ------- | ---- | -------- |
| 1989年 | オニクス               | ORE1             | フォード DFR V8        | G      | BRA     | SMR     | MON     | MEX     | USA     | CAN     | FRA     | GBR     | GER     | HUN     | BEL     | ITA     | POR DNPQ | ESP Ret | JPN DNPQ | AUS Ret | NC   | 0        |
| 1990年 | オニクス               | ORE1B            | フォード DFR V8        | G      | USA DNQ | BRA DNQ | SMR 12  | MON Ret | CAN Ret | MEX Ret | FRA DNQ | GBR DNQ | GER NC  | HUN DNQ | BEL     | ITA     | POR      | ESP     | JPN      | AUS     | NC   | 0        |
| 1991年 | スクーデリア・イタリア | ダラーラ BMS 191 | ジャッド GV V10        | P      | USA Ret | BRA Ret | SMR 3   | MON 11  | CAN Ret | MEX Ret | FRA Ret | GBR 13  | GER Ret | HUN Ret | BEL Ret | ITA Ret | POR Ret  | ESP 8   | JPN Ret  | AUS 12  | 12位 | 4        |
| 1992年 | スクーデリア・イタリア | ダラーラ BMS 192 | フェラーリ Tipo037 V12 | G      | RSA Ret | MEX 8   | BRA 8   | ESP Ret | SMR 11  | MON 9   | CAN 9   | FRA 9   | GBR 13  | GER 10  | HUN DNQ | BEL 7   | ITA 11   | POR Ret | JPN 9    | AUS Ret | NC   | 0        |
| 1993年 | ザウバー               | C12              | ザウバー 2175A V10     | G      | RSA 5   | BRA Ret | EUR Ret | SMR 4   | ESP Ret | MON Ret | CAN 7   | FRA Ret | GBR 8   | GER Ret | HUN Ret | BEL 9   | ITA Ret  | POR 7   | JPN 8    | AUS Ret | 13位 | 5        |
| 1994年 | ベネトン               | B194             | フォード ゼテックR V8  | G      | BRA     | PAC     | SMR Ret | MON 7   | ESP Ret | CAN 6   | FRA     | GBR     | GER     | HUN     | BEL     | ITA 9   | POR Ret  | EUR     |          |         | 24位 | 1        |
| 1994年 | ザウバー               | C13              | メルセデス 2175B V10   | G      |         |         |         |         |         |         |         |         |         |         |         |         |          |         | JPN Ret  | AUS 10  | 24位 | 1        |

(key)

#### CART
| 年     | チーム               | シャーシ        | エンジン   | 1      | 2       | 3       | 4      | 5      | 6     | 7       | 8       | 9       | 10      | 11      | 12      | 13     | 14      | 15    | 16     | 17     | 18    | 19      | 順位 | ポイント |
| ------ | -------------------- | --------------- | ---------- | ------ | ------- | ------- | ------ | ------ | ----- | ------- | ------- | ------- | ------- | ------- | ------- | ------ | ------- | ----- | ------ | ------ | ----- | ------- | ---- | -------- |
| 1998年 | ホーガン・レーシング | レイナード・98i | メルセデス | MIA 14 | MOT Ret | LBH Ret | NZR 16 | RIO 10 | STL 9 | MIL Ret | DET Ret | POR Ret | CLE Ret | TOR Ret | MIS Ret | MDO 15 | ROA Ret | VAN 8 | LS Ret | HOU 10 | SRF 5 | FON Ret | 20位 | 25       |

(key)

### スポーツカー

#### アメリカン・ル・マン・シリーズ
| 年     | チーム                       | 使用車両                          | クラス | 1     | 2     | 3       | 4     | 5     | 6     | 7     | 8     | 9     | 10    | 11    | 12  | 順位 | ポイント |
| ------ | ---------------------------- | --------------------------------- | ------ | ----- | ----- | ------- | ----- | ----- | ----- | ----- | ----- | ----- | ----- | ----- | --- | ---- | -------- |
| 1999年 | BMWモータースポーツ          | BMW・V12 LMR                      | LMP    | SEB 1 | ATL   | MOS     | SNM 1 | POR 2 | PET 3 | LGA 1 | LSV 1 |       |       |       |     | 4位  | 123      |
| 2000年 | BMWモータースポーツ          | BMW・V12 LMR                      | LMP    | SEB 3 | CHA 1 | SIL 1   | NÜR 2 | SNM 3 | MOS 2 | TEX 4 | ROS 3 | PET 5 | LGA 3 | LSV 9 | ADE | 6位  | 220      |
| 2001年 | BMWモータースポーツ          | BMW・M3                           | GT     | TEX 5 |       |         |       |       |       |       |       |       |       |       |     | 2位  | 186      |
| 2001年 | BMWモータースポーツ          | BMW・M3 GTR                       | GT     |       | SEB 3 | DON Ret | JAR 2 | SNM 1 | POR 3 | MOS 1 | MDO 1 | LGA 1 | PET 4 |       |     | 2位  | 186      |
| 2002年 | チーム・キャデラック         | キャデラック・ノーススター・LMP02 | LMP900 | SEB 9 | SNM   | MDO     | ROA   | WAS   | TRO   | MOS 3 | LGA 3 | MIA 2 | PET 3 |       |     | 13位 | 101      |
| 2003年 | ADT チャンピオン・レーシング | アウディ・R8                      | LMP900 | SEB 2 | ATL 1 | SNM 2   | TRO 2 | MOS 4 | ROA 1 | LGA 3 | MIA 1 | PET 1 |       |       |     | 3位  | 163      |
| 2004年 | ADT チャンピオン・レーシング | アウディ・R8                      | LMP1   | SEB 2 | MDO 1 | LIM 1   | SNM 1 | POR 2 | MOS 1 | ROA 1 | PET 1 | LGA 2 |       |       |     | 1位  | 164      |
| 2005年 | ADT チャンピオン・レーシング | アウディ・R8                      | LMP1   | SEB 1 | ATL 1 | MDO 5   | LIM 1 | SNM 3 | POR 5 | ROA 3 | MOS 2 | PET 3 | LGA 4 |       |     | 3位  | 148      |

- 太字はポールポジション、斜字はファステストラップ (key)

#### ル・マン24時間レース
| ル・マン24時間レース 結果 | ル・マン24時間レース 結果      | ル・マン24時間レース 結果                   | ル・マン24時間レース 結果         | ル・マン24時間レース 結果 | ル・マン24時間レース 結果 | ル・マン24時間レース 結果 | ル・マン24時間レース 結果 |
| 年                        | チーム                         | コ・ドライバー                              | 使用車両                          | クラス                    | 周回                      | 順位                      | クラス 順位               |
| ------------------------- | ------------------------------ | ------------------------------------------- | --------------------------------- | ------------------------- | ------------------------- | ------------------------- | ------------------------- |
| 1990年                    | リチャード・ロイド・レーシング | マヌエル・ロイター ジェームス・ウィーバー   | ポルシェ・962C GTi                | C1                        | 181                       | DNF                       | DNF                       |
| 1991年                    | ポルシェ・クレマー・レーシング | マヌエル・ロイター ハリ・トイヴォネン       | ポルシェ・962CK6                  | C2                        | 343                       | 9位                       | 9位                       |
| 1995年                    | 国際開発レーシング             | ヤニック・ダルマス 関谷正徳                 | マクラーレン・F1 GTR              | GT1                       | 298                       | 1位                       | 1位                       |
| 1996年                    | ガルフ・レーシング GTC         | レイ・ベルム ジェームス・ウィーバー         | マクラーレン・F1 GTR              | GT1                       | 323                       | 9位                       | 7位                       |
| 1997年                    | BMWモータースポーツ            | スティーブ・ソパー ネルソン・ピケ           | マクラーレン・F1 GTR              | GT1                       | 236                       | DNF                       | DNF                       |
| 1999年                    | BMWモータースポーツ            | トム・クリステンセン ヨルグ・ミューラー     | BMW・V12 LMR                      | LMP                       | 304                       | DNF                       | DNF                       |
| 2002年                    | チーム・キャデラック           | エリック・ベルナール エマニュエル・コラール | キャデラック・ノーススター・LMP02 | LMP900                    | 334                       | 12位                      | 10位                      |
| 2003年                    | ADT チャンピオン・レーシング   | エマニュエル・ピロ ステファン・ヨハンソン   | アウディ・R8                      | LMP900                    | 372                       | 3位                       | 1位                       |
| 2004年                    | ADT チャンピオン・レーシング   | エマニュエル・ピロ マルコ・ヴェルナー       | アウディ・R8                      | LMP1                      | 368                       | 3位                       | 3位                       |
| 2005年                    | ADT チャンピオン・レーシング   | トム・クリステンセン マルコ・ヴェルナー     | アウディ・R8                      | LMP1                      | 370                       | 1位                       | 1位                       |

#### セブリング12時間レース
| セブリング12時間レース 結果 | セブリング12時間レース 結果  | セブリング12時間レース 結果                 | セブリング12時間レース 結果       | セブリング12時間レース 結果 | セブリング12時間レース 結果 | セブリング12時間レース 結果 | セブリング12時間レース 結果 |
| 年                          | チーム                       | コ・ドライバー                              | 使用車両                          | クラス                      | 周回                        | 順位                        | クラス 順位                 |
| --------------------------- | ---------------------------- | ------------------------------------------- | --------------------------------- | --------------------------- | --------------------------- | --------------------------- | --------------------------- |
| 1999年                      | BMWモータースポーツ          | トム・クリステンセン ヨルグ・ミューラー     | BMW・V12 LMR                      | LMP                         | 313                         | 1位                         | 1位                         |
| 2000年                      | BMWモータースポーツ          | ヨルグ・ミューラー                          | BMW・V12 LMR                      | LMP                         | 359                         | 3位                         | 3位                         |
| 2001年                      | BMWモータースポーツ          | ヨルグ・ミューラー                          | BMW・M3 GTR                       | GT                          | 324                         | 10位                        | 3位                         |
| 2002年                      | チーム・キャデラック         | エリック・ベルナール エマニュエル・コラール | キャデラック・ノーススター・LMP02 | LMP900                      | 256                         | DNF                         | DNF                         |
| 2003年                      | ADT チャンピオン・レーシング | エマニュエル・ピロ ステファン・ヨハンソン   | アウディ・R8                      | LMP900                      | 367                         | 2位                         | 2位                         |
| 2004年                      | ADT チャンピオン・レーシング | エマニュエル・ピロ マルコ・ヴェルナー       | アウディ・R8                      | LMP900                      | 345                         | 2位                         | 2位                         |
| 2005年                      | ADT チャンピオン・レーシング | トム・クリステンセン マルコ・ヴェルナー     | アウディ・R8                      | LMP1                        | 361                         | 1位                         | 1位                         |

### グランドツーリングカー

#### BPR GT
| 年     | チーム                 | 使用車両               | クラス | 1   | 2   | 3   | 4   | 5   | 6   | 7     | 8   | 9   | 10  | 11    | 12      | 順位 | ポイント |
| ------ | ---------------------- | ---------------------- | ------ | --- | --- | --- | --- | --- | --- | ----- | --- | --- | --- | ----- | ------- | ---- | -------- |
| 1995年 | トヨタ チーム トムス   | トヨタ・スープラ LM-GT | GT1    | JER | PRI | MNZ | JAR | NÜR | DON | PAR   | AND | SUZ | SIL | NOG   | ZHU Ret | NC   | 0        |
| 1996年 | ガルフ・レーシング GTC | マクラーレン・F1-GTR   | GT1    | PRI | MNZ | JAR | SIL | NÜR | AND | SUZ 1 | BRA | SPA | NOG | ZHU 3 |         | 32位 | 14       |

- 太字はポールポジション、斜字はファステストラップ (key)

#### FIA GT選手権
| 年     | チーム              | 使用車両             | クラス | 1     | 2     | 3     | 4     | 5     | 6     | 7     | 8     | 9     | 10     | 11      | 順位 | ポイント |
| ------ | ------------------- | -------------------- | ------ | ----- | ----- | ----- | ----- | ----- | ----- | ----- | ----- | ----- | ------ | ------- | ---- | -------- |
| 1997年 | BMWモータースポーツ | マクラーレン・F1-GTR | GT1    | HOC 1 | SIL 3 | HEL 1 | NÜR 3 | SPA 1 | A1R 3 | SUZ 4 | DON 3 | MUG 1 | SEB 16 | LAG Ret | 2位  | 59       |

- 太字はポールポジション、斜字はファステストラップ (key)

### ツーリングカー

#### ドイツツーリングカー選手権
| 年     | チーム                   | 使用車両                | 1      | 2      | 3       | 4       | 5      | 6        | 7       | 8      | 9        | 10       | 11       | 12     | 13     | 14     | 順位 | ポイント |
| ------ | ------------------------ | ----------------------- | ------ | ------ | ------- | ------- | ------ | -------- | ------- | ------ | -------- | -------- | -------- | ------ | ------ | ------ | ---- | -------- |
| 1995年 | オペル・チーム・ヨースト | オペル・カリブラ V6 4x4 | HOC1 8 | HOC2 4 | AVU1 10 | AVU2 20 | NOR1 7 | NOR2 Ret | DIE1 15 | DIE2 8 | NÜR1 Ret | NÜR2 Ret | SIN1 Ret | SIN2 8 | HOC1 6 | HOC2 6 | 13位 | 36       |

(key)

#### 国際ツーリングカー選手権
| 年     | チーム                   | 使用車両                | 1        | 2         | 3       | 4         | 5        | 6         | 7        | 8        | 9       | 10      | 11      | 12        | 13      | 14    | 15      | 16      | 17      | 18      | 19      | 20       | 21      | 22      | 23      | 24      | 25        | 26      | 順位 | ポイント |
| ------ | ------------------------ | ----------------------- | -------- | --------- | ------- | --------- | -------- | --------- | -------- | -------- | ------- | ------- | ------- | --------- | ------- | ----- | ------- | ------- | ------- | ------- | ------- | -------- | ------- | ------- | ------- | ------- | --------- | ------- | ---- | -------- |
| 1995年 | オペル・チーム・ヨースト | オペル・カリブラ V6 4x4 | MUG 1 11 | MUG 2 8   | HEL 1 3 | HEL 2 Ret | DON 1 11 | DON 2 11  | EST 1 11 | EST 2 11 | MAG 1 8 | MAG 2 5 |         |           |         |       |         |         |         |         |         |          |         |         |         |         |           |         | 11位 | 26       |
| 1996年 | オペル・チーム・ヨースト | オペル・カリブラ V6 4x4 | HOC 1 15 | HOC 2 Ret | NÜR 1 5 | NÜR 2     | EST 1 6  | EST 2 DNS | HEL 1 5  | HEL 2 3  | NOR 1 4 | NOR 2 3 | DIE 1 7 | DIE 2 Ret | SIL 1 5 | SIL 2 | NÜR 1 7 | NÜR 2 5 | MAG 1 5 | MAG 2 3 | MUG 1 9 | MUG 2 15 | HOC 1 5 | HOC 2 8 | SAO 1 6 | SAO 2 9 | SUZ 1 Ret | SUZ 2 8 | 5位  | 148      |

(key)